# Aventino (fiume)
L'Aventino è un fiume dell'Abruzzo che scorre per circa 45 km, nascendo sul versante nord-orientale del monte Porrara, dalle sorgenti di Capo di Fiume, site all'interno del territorio comunale di Palena, in provincia di Chieti, poste a 863 m s.l.m., a valle del torrente Cotaio.

## Storia

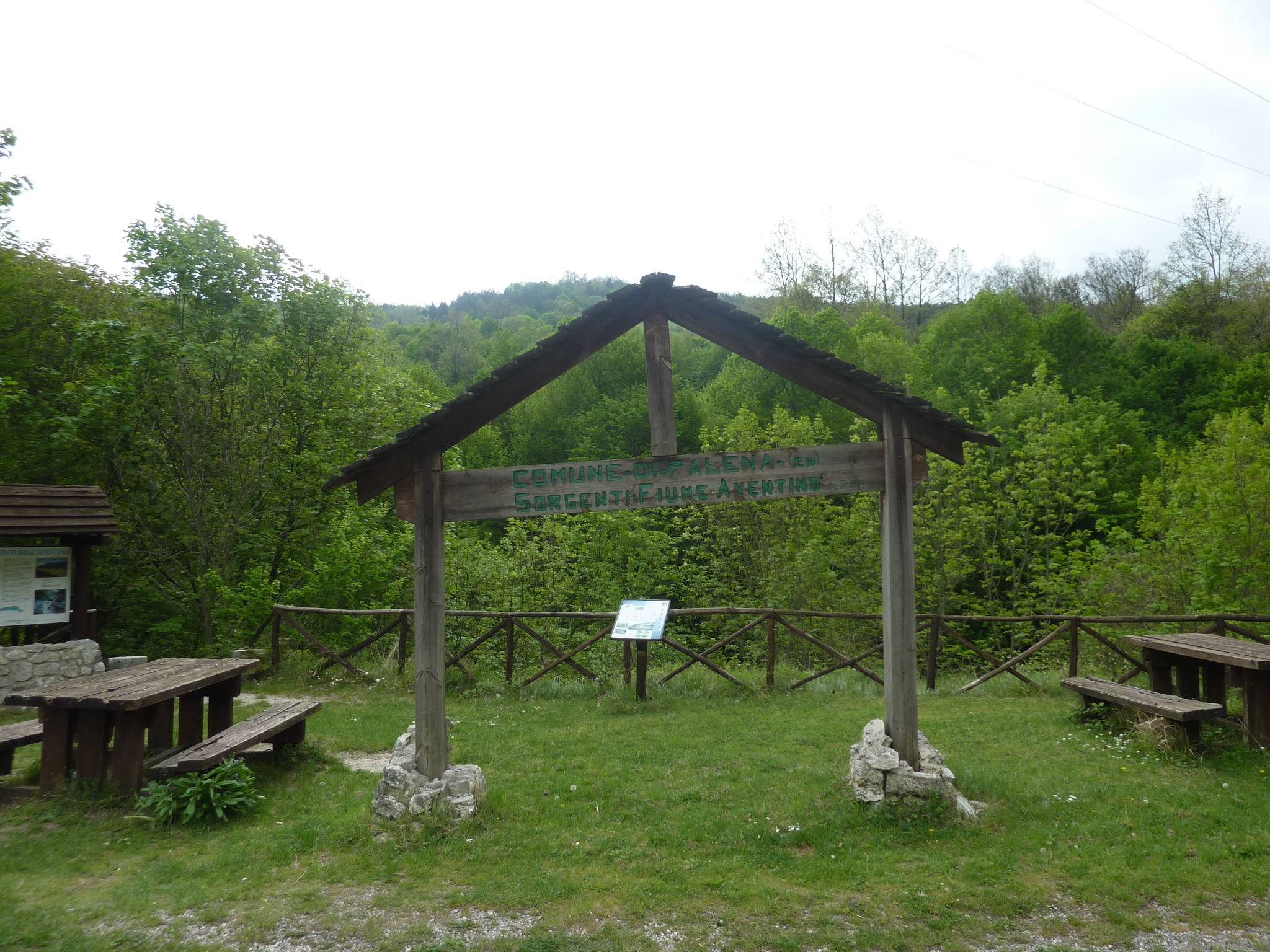
Sorgenti del fiume Aventino

Forse il nome deriverebbe, per il colle di Roma, dal termine latino "adventus" (diviso), presso le gole di Fara San Martino, al passo dell'abbazia di San Martino in Valle. Secondo altre ipotesi, come quelle di Giulio De Petra, gli abitanti italici di Cluviæ, località La Roma di Casoli, per sentirsi più legati a Roma avrebbero chiamato il fiume come il quartiere romano, stessa ipotesi per la contrada casolana. Secondo il linguista Ernesto Giammarco, il nome, derivante dal latino "Aventinus", si ricollegherebbe invece al nome di "Aquas Ventinas", col significato di "sorgente d'acqua termale", con riferimento ad antiche terme vicine site in passato nel paese di Penne.
Il fiume fu abitato sin dalla preistoria, come dimostra la presenza di un villaggio del Neolitico presso Lama dei Peligni. Nel primo Medioevo (VIII secolo) sorsero i villaggi longobardi di Castrum Palena e Casulæ sopra gli insediamenti romani. L'antico feudo di Forca Palena (Forcæ Pelignorum) divenne subito un punto strategico per l'accesso alla Maiella e al territorio valvense (conca di Sulmona), e così il borgo fortificato si sviluppò proprio sopra il fiume. Il centro medievale di Casoli, posto più verso il mare, invece usò la valle di Selva Piana per i campi di allevamento e per il tratturo. Già dall'XI secolo inoltre presso le gole e le sorgenti era sorta l'abbazia di San Martino in Valle, che dava ristoro ai pellegrini e si serviva del fiume come fonte di sopravvivenza.

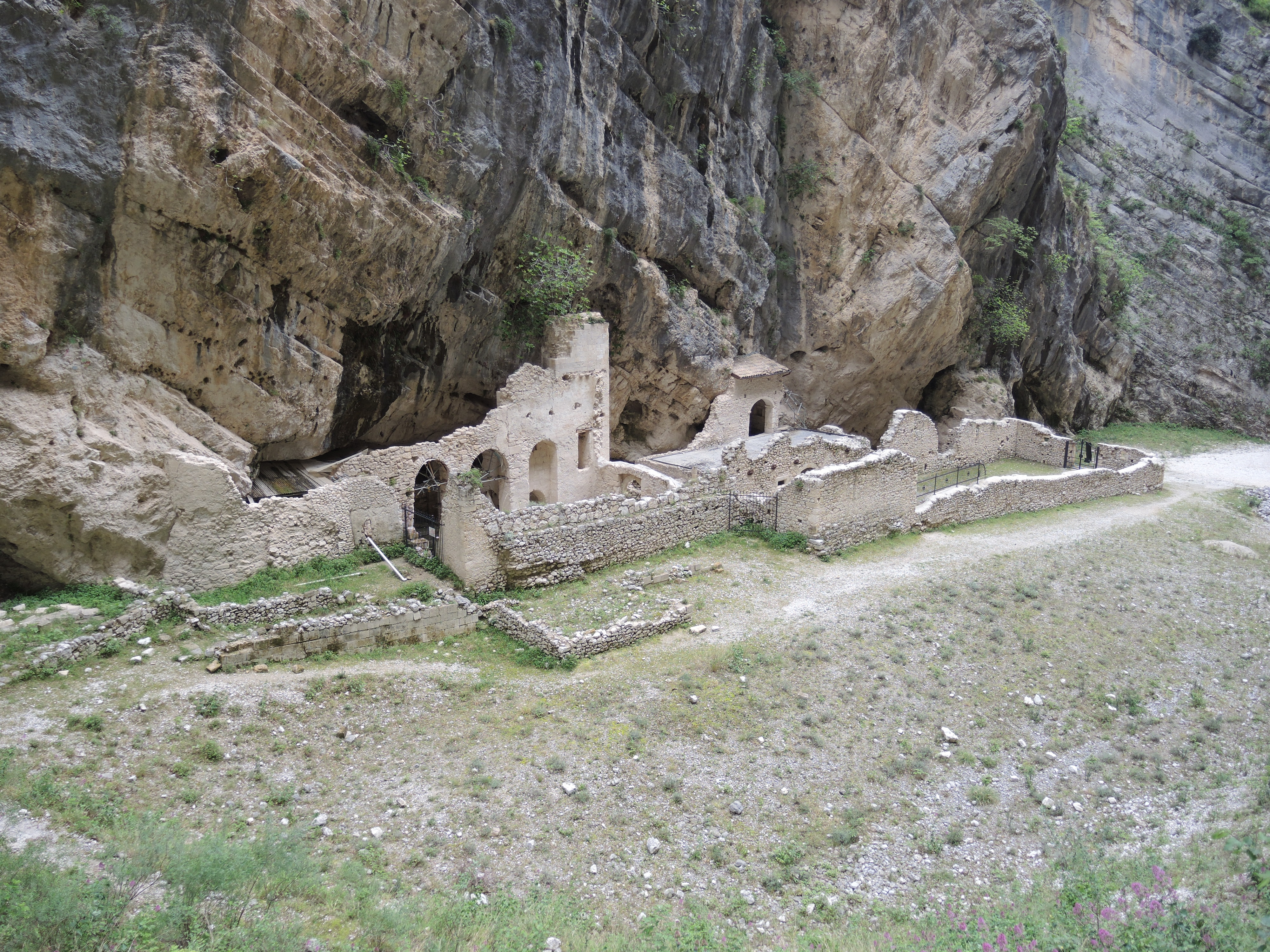
Abbazia di San Martino in Valle

Presso il fiume inoltre gli abitanti di Taranta Peligna trovarono un ottimo uso per alimentare i mulini e le prime imprese di tessitura. Inoltre la zona fu visitata da molti pastori, alcuni dei quali ritiratisi in eremitaggio presso le montagne. Un importante punto strategico fu il centro di Fara San Martino, che usò nel 1886 il fiume per alimentare il pastificio Delverde. I mulini antichi rimasero attivi anche nel primo Novecento, ne è testimonianza l'ex mulino di Fara San Martino.
In epoca recente, durante la seconda guerra mondiale, molti comuni della zona si trovarono lungo la linea Gustav e nel novembre 1943 furono distrutti dai nazisti. Presso le montagne di Lama dei Peligni, Palena e Pizzoferrato nello stesso periodo i partigiani della "Brigata Maiella" respinsero i tedeschi con combattimenti cruenti.
Negli anni cinquanta il corso del fiume, presso la località Torretta di Casoli, fu deviato in una conca, creando l'artificiale lago Sant'Angelo, come risorsa economica locale. Negli anni novanta il fiume fu incluso nel parco nazionale della Maiella, come importante risorsa naturale da tutelare.

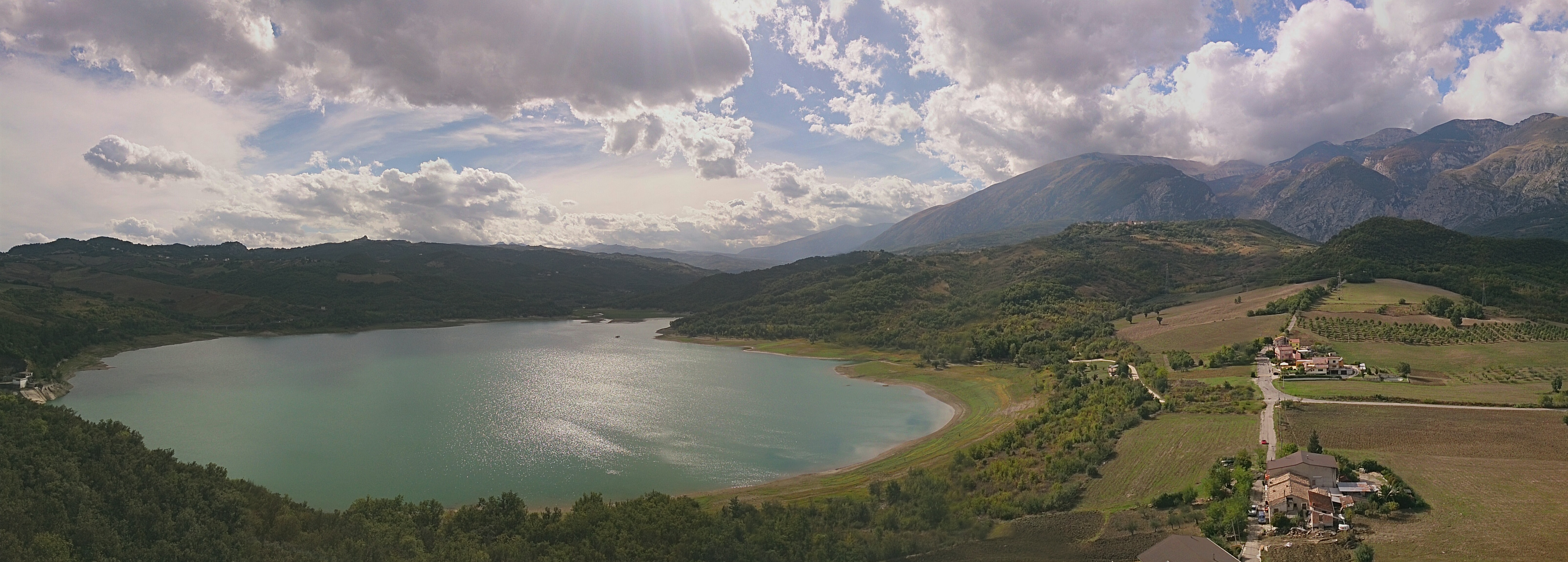
Lago Sant'Angelo

Inoltre presso il centro di Civitella Messer Raimondo, sempre sul progetto abruzzese del turismo, è stato aperto un percorso di canottaggio e rafting.
L'Aventino si unisce col Sangro presso la riserva naturale controllata Lago di Serranella, nel territorio di Sant'Eusanio del Sangro.

## Comuni attraversati
Il fiume Aventino attraversa i territori comunali di Palena, Lettopalena, Taranta Peligna, Colledimacine, Lama dei Peligni, Gessopalena, Civitella Messer Raimondo, Casoli ed Altino; i centri urbani attraversati sono quelli di Palena e Taranta Peligna.

## Natura
Durante il suo corso raccoglie le acque di diversi torrenti e fiumi, dei quali quello più importante è il fiume Verde, le cui acque vengono utilizzate per la produzione della pasta nei pastifici di Fara San Martino. Un altro importante affluente è il Laio, che si unisce all'Aventino nei pressi di Casoli.
Dopo 35 km di corso, grazie all'intervento dell'uomo, va a formare il lago Sant'Angelo: percorsi altri 10 km, sfocia nelle acque del fiume Sangro, il secondo d'Abruzzo per lunghezza, del quale è il più grande affluente.
Ricco di flora e fauna tipicamente appenninica, è frequentato per la pesca sportiva e la pratica della canoa, quest'ultima presso Civitella Messer Raimondo.